# Torrey Craig
Torrey Craig (ur. 19 grudnia 1990 w Columbii) – amerykański koszykarz występujący na pozycjach rzucającego obrońcy lub niskiego skrzydłowego, od 2023 zawodnik Chicago Bulls.
26 listopada 2020 zawarł umowę Milwaukee Bucks.
18 marca 2021 został wytransferowany do Phoenix Suns. 20 sierpnia 2021 dołączył do Indiana Pacers.
10 lutego 2022 trafił ponownie do Phoenix Suns. 16 lipca 2023 został zawodnikiem Chicago Bulls.

## Osiągnięcia
Stan na 17 września 2023, na podstawie, o ile nie zaznaczono inaczej.
NCAA
- Zawodnik roku konferencji Atlantic Sun (2012)[9]
- Najlepszy pierwszoroczny zawodnik konferencji Atlantic Sun (2011)
- Zaliczony do:
  - I składu:
    - Atlantic Sun (2012–2014)
    - turnieju Atlantic Sun (2013)
    - pierwszoroczniaków Atlantic Sun (2011)

  - składu honorable mention All-American (2012 przez Associated Press)

NBA
- Wicemistrz NBA (2021)[10]

Drużynowe
- Mistrz Nowej Zelandii (NZNBL – 2016)
- Wicemistrz Australii (NBL – 2015)

Indywidualne
- MVP NZNBL (2015)
- Defensywny zawodnik roku NBL (2017)
- Największy postęp roku NBL (2017)
- Najlepszy obrońca NZNBL (2015)
- Zaliczony do:
  - I składu NZNBL (2015, 2016)
  - II składu NBL (2017)